# Jesús José Sagredo Zuloaga

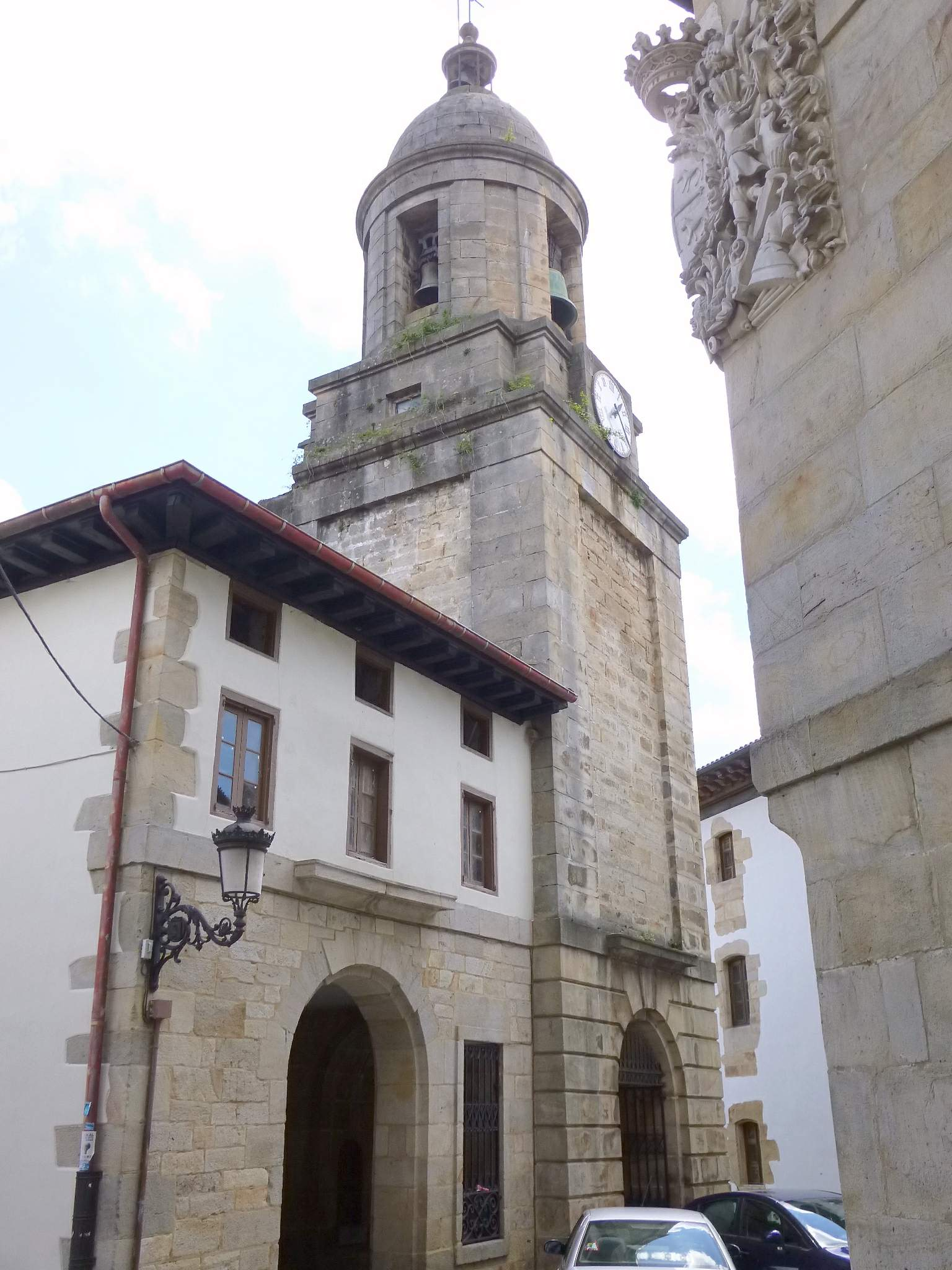
Església de San Millá a Leintz-Gatzaga, vila on va néixer Jesús José Sagredo Zuloaga

Jesús José Sagredo Zuloaga, que usà més el seu nom de Jesús J. Sagredo (Leintz-Gatzaga, Guipúscoa, 25 de desembre de 1874 - Sevilla, 5 d'abril de 1923) fou un historiador, musicògraf, organista i compositor dominic.
Cursà els primers estudis en el Reial Seminari de Bergara i després abraçà l'estat religiós en l'orde de Sant Domènec en el Monestir de Sant Joan Baptista de Corias (Astúries). Assignat poc temps després a la recent restaurada província d'Andalusia, en aquesta, i en el convent de Santo Domingo del Real, de Jerez de la Frontera, acabà la seva carrera literària el 1900. Residí, successivament, en els convents de Jerez, Cadis, Còrdova i Sevilla, i d'aquest últim en fou superior durant un trienni, ensems que es dedicava a predicar en diferents ciutats amb gran acceptació. Organista eminent, també fou compositor, devent-se'l, entre nombroses composicions, que restaren inèdites molt de temps, una salve a 3 veus i orgue, editada el 1897; una col·lecció de motets, salves, lletanies, himnes i lletres titulada El Rosal Mariano, en dos volums (1905) i una missa polifònica que va compondre en ocasió de les festes de beatificació del benaventurat Francisco de Capillas, molt lloada pels entesos.
Historiador i molt aficionat a les investigacions, el ministeri apostòlic no li va permetre de dar tots els fruits que es podien esperar d'ell i que el seu nomenament oficial de cronista de la província d'Andalusia no produís els que de Sagredo se'n prometien; però, a pesar d'això, va deixar diversos estimables treballs publicats, sense d'altres menors que la seva inesperada i sobtada mort segà en la flor de la vida.
Tal és el seu Catálogo de los muy reverendos padres priores que han regido el Real Convento de Santo Domingo de Jerez de la Frontera desde su fundación hasta nuestros dias (Cadis, 1905);
- Apuntes biográficos del venerable padre maestro fray Andrés Ruiz de Santo Domingo, religioso del Real Convento de Dominicos de Jerez de la Frontera (Almagro, 1912);
- Bibliografia dominicana de la Província de Andalucia (Almagro, 1922);

Al moment de morir estava preparant la Historia de la Real Maestranza de Caballeria de Sevilla, per encàrrec del tinent germà major d'aquesta, marquès de Tablantes, havent reunit un considerable cabal de notícies referents a aquella institució i al convent de Regina, on tenia la seva capella.